# Drei gegen Drei (Lied)
Drei gegen Drei ist ein Lied der deutschen Band Trio aus dem Jahr 1985. Es ist der Titelsong des gleichnamigen Trio-Spielfilms.

## Hintergrund
Trio hatte nach der Veröffentlichung ihres zweiten Studioalbums Bye Bye eine etwa einjährige Pause eingelegt. Die Band, die bis zu diesem Zeitpunkt gemeinsam in einem Haus in Großenkneten lebte, trennte sich räumlich. Sänger Stephan Remmler zog an den Starnberger See und Schlagzeuger Peter Behrens nach Baden-Baden. Nur Gitarrist Kralle Krawinkel verblieb allein im Haus in Großenkneten. Die räumliche Trennung hatte zur Folge, dass die Drei nicht mehr gemeinsam proben konnten. Stattdessen tauschten Remmler und Krawinkel postalisch Songideen aus. Peter Behrens war an diesem kreativen Prozess nicht beteiligt, unter anderem, weil er wegen einer länger zurückliegenden Trunkenheitsfahrt für mehrere Monate eine Gefängnisstrafe absitzen musste.
Inhaltlich beschreibt das Lied sehr wortreich den Plot des Spielfilms Drei gegen Drei. Das Lied hat einen für Trio-Verhältnisse sehr langen Text – die Band war bislang eher für ausgesprochen karge Texte bekannt. Mit knapp 300 Wörtern verfügt Drei gegen Drei über den mit Abstand längsten Text von Trio.
Komponiert wurde Drei gegen Drei von Stephan Remmler und Kralle Krawinkel; produziert wurde das Lied von Klaus Voormann.

## Besetzung
- Gesang: Stephan Remmler
- Gitarren/Begleitgesang: Kralle Krawinkel
- Bass: Dieter Petereit
- Keyboards: Kristian Schultze
- Schlagzeug: Curt Cress
- Begleitgesang: Martina Schudde, Petra Humfeld (von den Ace Cats) sowie Verena, Robert, Arno, Markus, Sandra und Wilfried (aus Weilerswist), Klaus Voormann

## Aufnahme
Die Aufnahmen für Drei gegen Drei fanden in drei unterschiedlichen Studios statt. Schlagzeug, Bass und Keyboards wurden im DI-Studio in Dietramszell aufgenommen. Kralle Krawinkel nahm seine Gitarren im Can-Studio in Weilerswist auf, in dem Trio schon zuvor viele Songs aufgenommen hatte. Dort entstanden auch die Backings, an denen unter anderem Mitglieder der Band Ace Cats beteiligt waren. Weitere Backings von Kralle Krawinkel und Klaus Voormann entstanden im Hartmann-Digital-Studio in Obertrubach (Bayern). Zuletzt nahm Stephan Remmler seinen Gesang auf. Dies fand ebenfalls im Hartmann-Digital-Studio in Obertrubach statt.
Trio-Schlagzeuger Peter Behrens war an der Produktion überhaupt nicht beteiligt.

## Veröffentlichung
Drei gegen Drei erschien am 10. September 1985 auf 7″-Single und 12″-Maxi-Single als erste Auskopplung aus Trios drittem Studioalbum Whats the Password. Die Single- und Albumfassungen unterscheiden sich nur marginal: Auf der Albumfassung fehlt das Intro.
Zum Lied wurde ein Musikvideo gedreht, das Trio gemeinsam mit einer Kinderschar vor weißem Hintergrund zeigt. Dazwischen sind immer wieder kurze Ausschnitte aus dem Spielfilm Drei gegen Drei zu sehen. Im Fernsehen wurde das Video lediglich einmal in der Sendung Formel Eins gezeigt. Erst 2003 erschien es – digital überarbeitet – auf der Trio-DVD The Best of Trio.
Im Spielfilm Drei gegen Drei ist das Lied sowohl im Vor- als auch im Abspann zu hören. Zudem ist eine frühe Abmischung des Liedes in einer Verfolgungsszene zu hören.
Im Fernsehen trat Trio mit Drei gegen Drei am 21. September 1985 bei Wetten, dass …? auf. Hier wurde eine verlängerte Fassung des Liedes dargeboten, um mehr Platz für Einspielungen aus Filmausschnitten zu schaffen. Es blieb der einzige TV-Auftritt von Trio mit Drei gegen Drei.
Drei gegen Drei war die erste Single von Trio, die sich nicht in den deutschen Musikcharts platzieren konnte. Es war zudem die erste Single von Trio, für die nicht eine separate englische Fassung für den internationalen Markt produziert wurde.